# Oreotrochilus estella
El colibrí puneño (Oreotrochilus estella), también denominado picaflor puneño (en Argentina), picaflor de la puna (en Chile), estrella andina (en Perú), picaflor serrano grande, picaflor andino de vientre rojo, o picaflor serrano ventricanela, es una especie de ave apodiforme de la familia de los colibrís (Trochilidae) perteneciente al género Oreotrochilus. Es nativo de regiones andinas del centro oeste de América del Sur.

## Distribución y hábitat

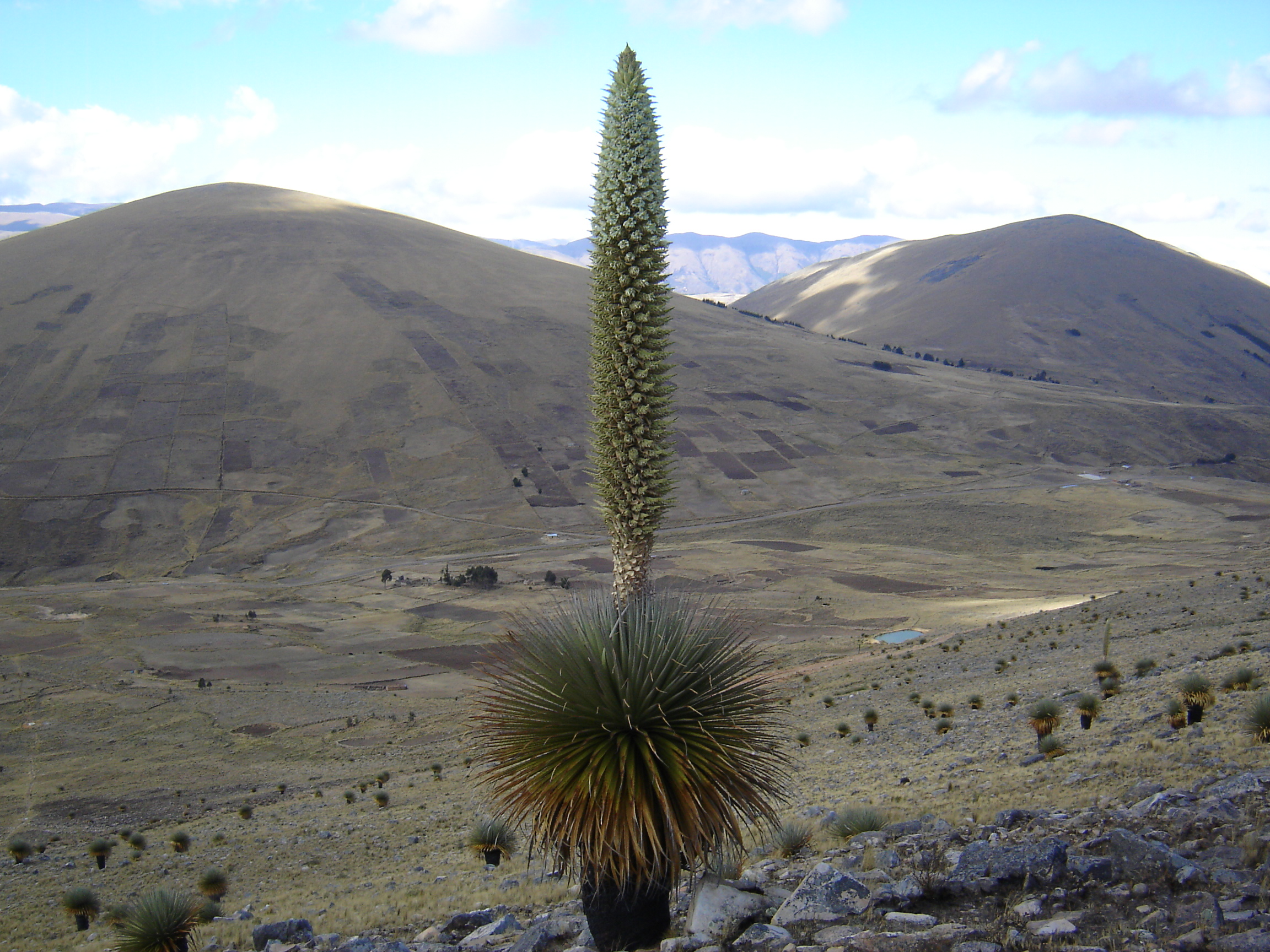
Arbustos de Puya raimondii en Vacas, Cochabamba, Bolivia, ejemplo de hábitat de la especie.

Se distribuye a lo largo de la cordillera de los Andes desde el suroeste de Perú (al sur desde Ayacucho, por el oeste de Bolivia, hasta el norte de Chile (Tarapacá y Antofagasta) y noroeste de Argentina (al sur hasta Tucumán).
Esta especie es considerada uno de los colibríes más comunes de la puna, en sus hábitats naturales: los pastizales de la puna, más comúnmente alrededor de afloramientos rocosos y en otros lugares con una variedad de arbustos floridos. A menudo es particularmente común cerca de casas, en arbustales de Puya raimondii y en los bordes de bosques de Polylepis. Ocurre en altitudes entre 2400 a 5000 m, pero es más común entre 3500 y 4500 m.

## Descripción
Mide aproximadamente 13 cm de longitud. El macho posee partes superiores gris oscuro oliváceo con suave brillo verdoso. Su garganta y cuello delantero es verde claro brillante, limitado hacia abajo por una línea negra. Su pecho y abdomen son blancos, con angosta banda longitudinal café rojiza. Flancos y subcaudales café grisáceos. Rectrices centrales verde oscuras y las demás blancas en su mayor parte. Su pico es negro y esta apenas encorvado. La hembra se diferencia del macho por tener la garganta blanquesina con manchitas café y las partes inferiores café claro.

## Sistemática

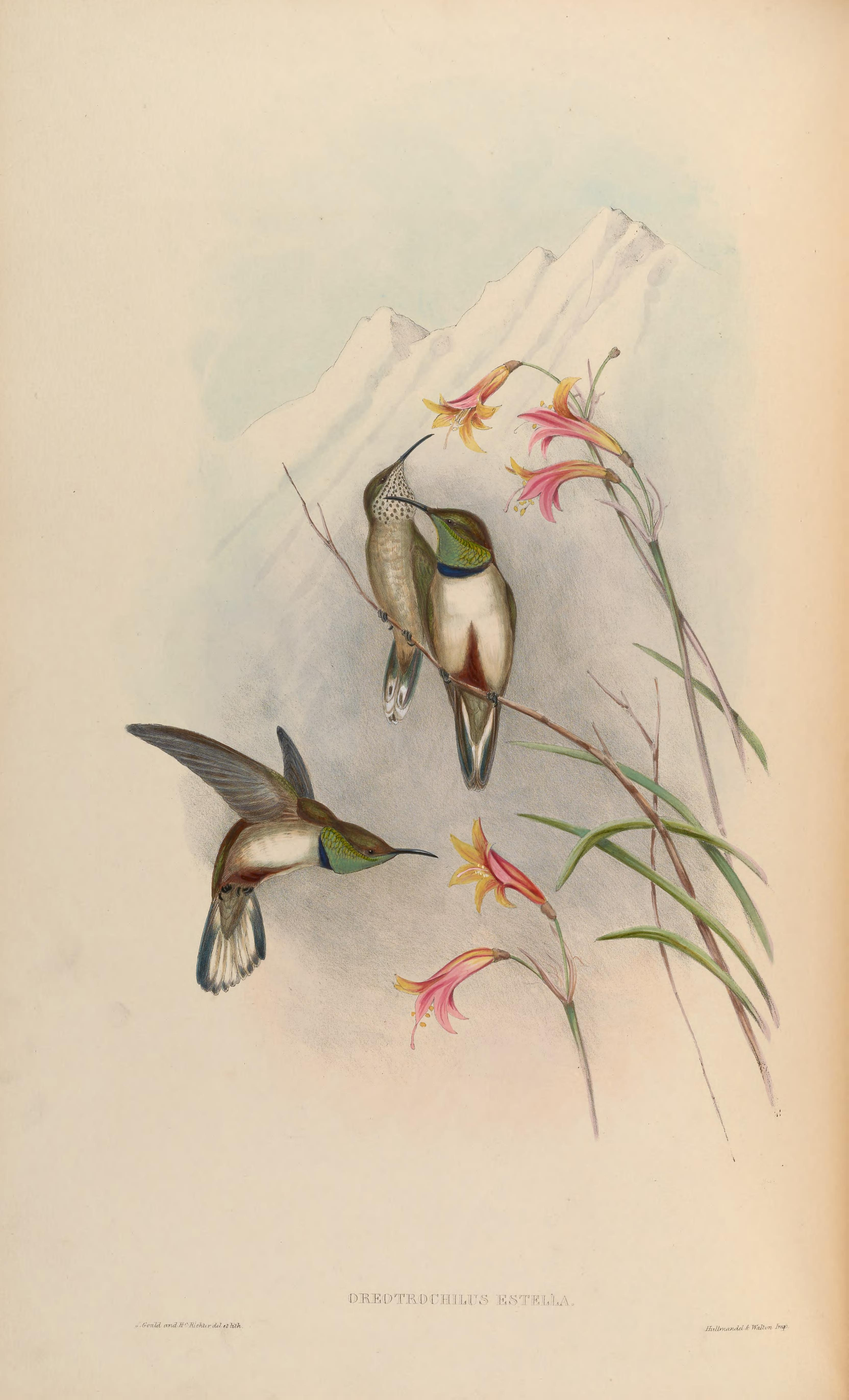
Oreotrochilus estella ilustración de Gould y Richter en A monograph of the Trochilidae, or family of humming-birds 2, 1861.

### Descripción original
La especie O. estella fue descrita por primera vez por el naturalista francés Alcide d'Orbigny en 1838 bajo el nombre científico Trochilus estella; su localidad tipo es: «La Paz y Potosí, Bolivia».

### Etimología
El nombre genérico masculino «Oreotrochilus» es una combinación de la palabra del griego «oros» que significa ‘montaña’, y del género Trochilus, denominación genérica inicial de los colibríes; y el nombre de la especie «estella», probablemente es una dedicación a Estelle–Marie d’Orbigny (1801–1893), la hermana mayor del descritor.

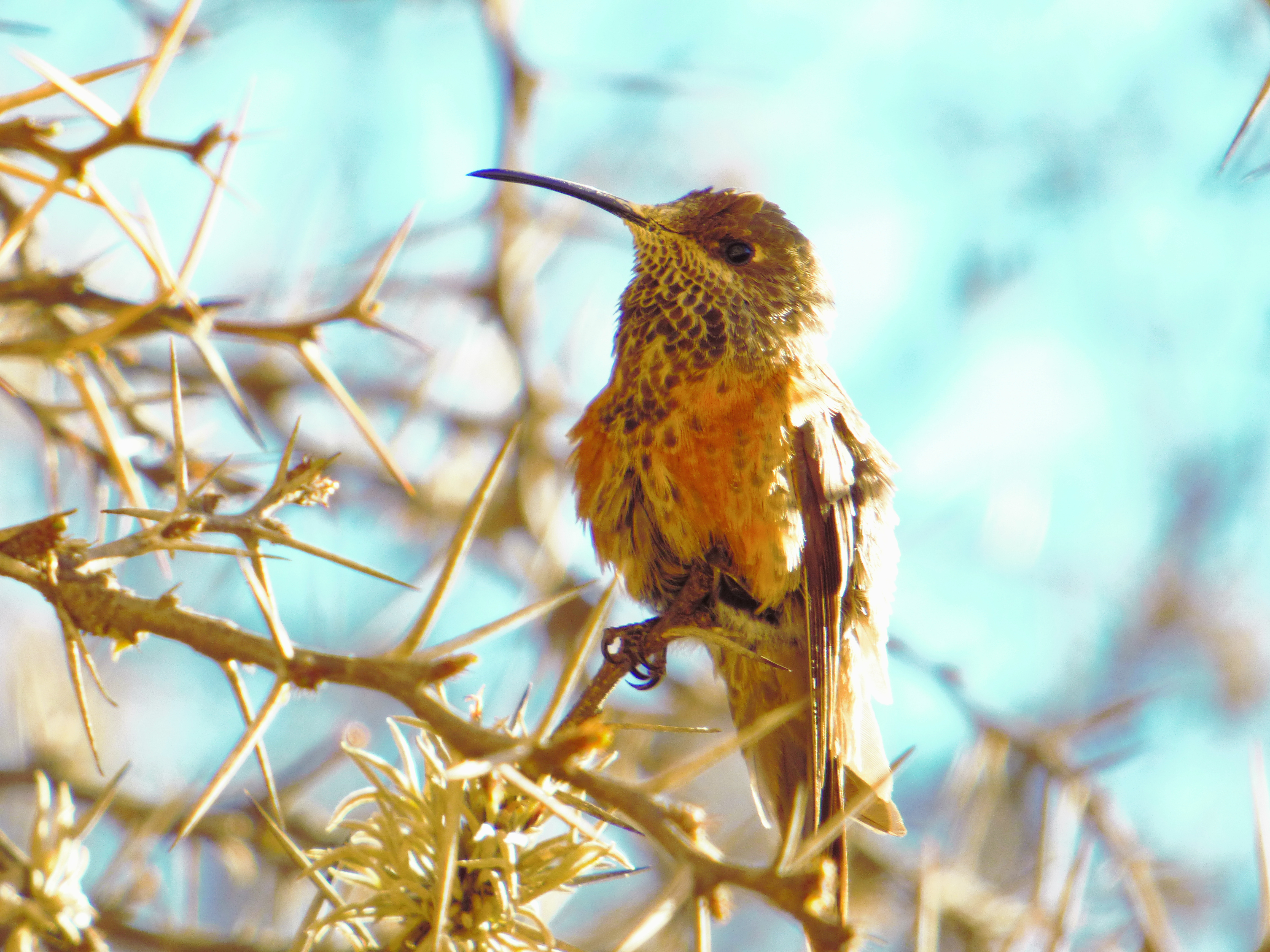
Picaflor andino posado en un arbusto, Bolivia.

### Taxonomía
Las clasificaciones Aves del Mundo (HBW) y Birdlife International (BLI) consideraron a la entonces subespecie O. estella stolzmanni una especie separada: el colibrí de Stolzmann (Oreotrochilus stolzmanni), con base en diferencias morfológicas tales como: el macho tiene la corona y las partes superiores de color verde metálico (no brillante) y no beige opaco; tiene una banda ventral negruzca y no castaña y los lados del vientre más blancos y no más beige; ambos sexos tienen la cola de color azul metálico profundo; la hembra tiene la corona bronceada y la garganta punteada de verde y no de pardo.
Con base en estas diferencias apuntadas por Fjeldså y Boesman (2018) y con el refuerzo de los datos filogenéticos presentados por otros autores, que demostraron que O. stolzmanni está cercanamente emparentada con Oreotrochilus melanogaster y con la recientemente descrita O. cyanolaemus, y más distante de la presente, consistente con los patrones de distribución geográfica, el Comité de Clasificación de Sudamérica (SACC) aprobó la Propuesta No 808 de separación de la especie.

### Subespecies
Según las clasificaciones del Congreso Ornitológico Internacional (IOC) y Clements Checklist/eBird  se reconocen dos subespecies, con su correspondiente distribución geográfica:
- Oreotrochilus estella estella (d'Orbigny & Lafresnaye), 1838 – Andes desde el suroeste de Perú (al sur desde Ayacucho, por el oeste de Bolivia, hasta el norte de Chile (Tarapacá y Antofagasta) y noroeste de Argentina (al sur hasta Tucumán)
- Oreotrochilus estella bolivianus Boucard, 1893 - Andes del centro de Bolivia (Cochabamba).